# Shelbyville (Illinois)
Shelbyville is een plaats (city) in de Amerikaanse staat Illinois, en valt bestuurlijk gezien onder Shelby County.

## Demografie
Bij de volkstelling in 2000 werd het aantal inwoners vastgesteld op 4971. In 2006 is het aantal inwoners door het United States Census Bureau geschat op 4711, een daling van 260 (-5,2%).

## Geografie
Volgens het United States Census Bureau beslaat de plaats een oppervlakte van 10,1 km², waarvan 9,6 km² land en 0,5 km² water. Shelbyville ligt op ongeveer 233 m boven zeeniveau.

## Plaatsen in de nabije omgeving
De onderstaande figuur toont nabijgelegen plaatsen in een straal van 20 km rond Shelbyville.